# Švédsko na Zimních olympijských hrách 1936
Švédsko na Zimních olympijských hrách 1936 v Garmisch-Partenkirchenu reprezentovalo 32 sportovců, z toho 31 mužů a 1 žena. Nejmladším účastníkem byl Nils Hjelmström (20 let, 172 dní), nejstarším pak Herman Carlsson (29 let, 148 dní). Reprezentanti vybojovali 7 medaili, z toho 2 zlaté 2 stříbrné a 3 bronzové.

## Medailisté
| Medaile | Jméno                                                         | Sport           | Disciplína             |
| ------- | ------------------------------------------------------------- | --------------- | ---------------------- |
| Zlato   | Erik August Larsson                                           | Běh na lyžích   | muži 18 km             |
| Zlato   | Elis Wiklund                                                  | Běh na lyžích   | muži 50 km             |
| Stříbro | Axel Wikström                                                 | Běh na lyžích   | muži 50 km             |
| Stříbro | Sven Selånger                                                 | Skoky na lyžích | muži můstek K90        |
| Bronz   | Martin Matsbo John Berger Erik August Larsson Arthur Häggblad | Běh na lyžích   | muži štafeta 4 x 10 km |
| Bronz   | Nils-Joel Englund                                             | Běh na lyžích   | muži 50 km             |
| Bronz   | Vivi-Anne Hultén                                              | Krasobruslení   | ženy jednotlivci       |